# مالچزینه
مالچزینه (به ایتالیایی: Malcesine) یک کومونه در ایتالیا است که در استان ورونا واقع شده‌است.

## خصوصیات
مالچزینه ۶۸٫۲ کیلومترمربع مساحت و ۳٬۵۸۲ نفر جمعیت دارد و ۸۹ متر بالاتر از سطح دریا واقع شده‌است.

## نگارخانه

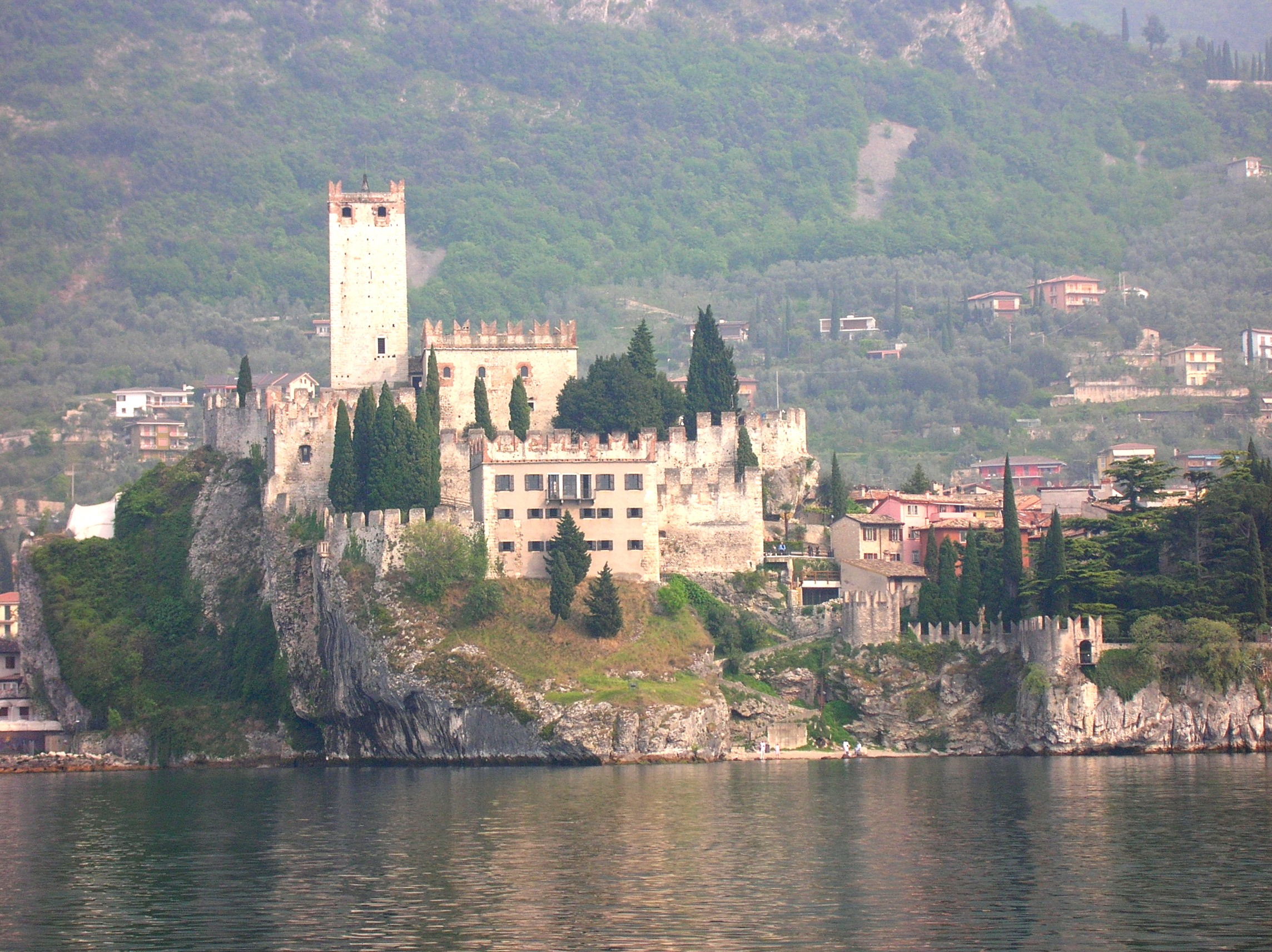
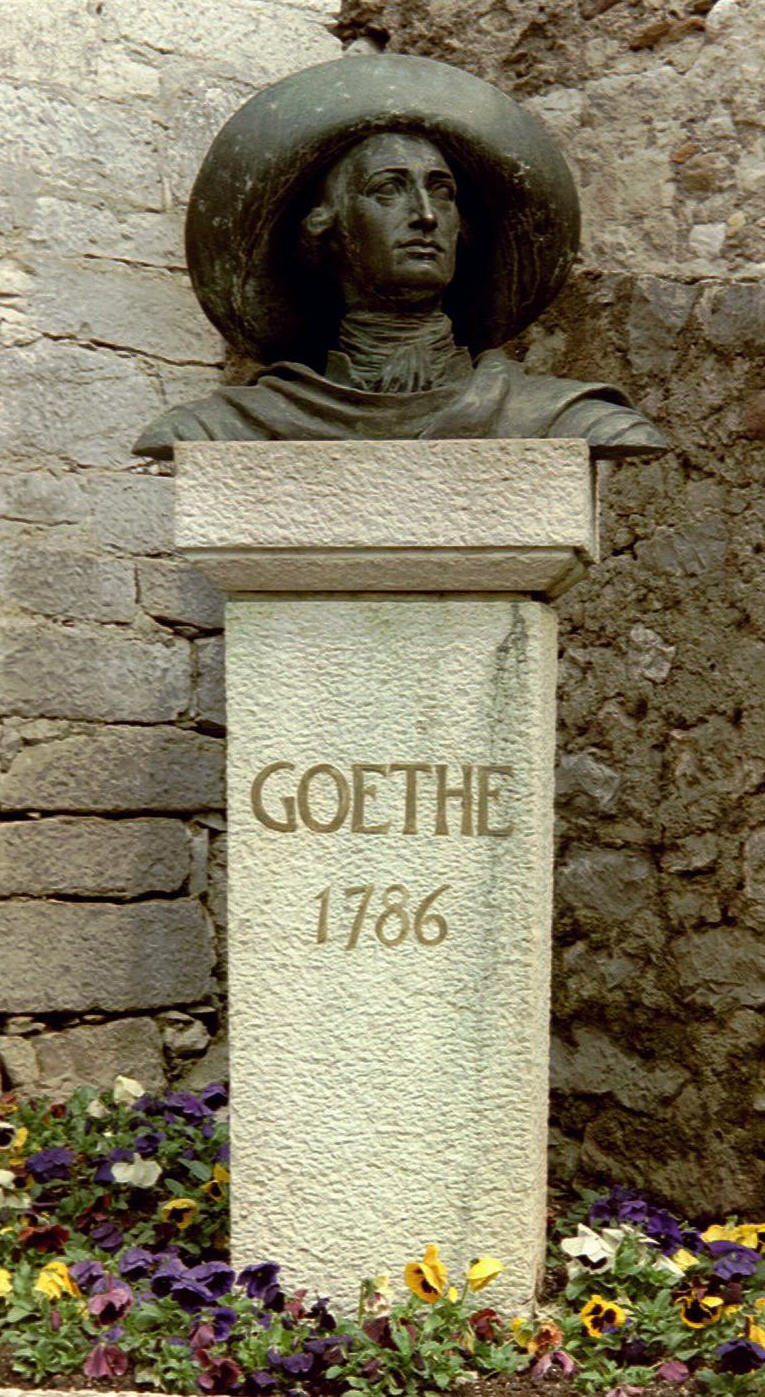
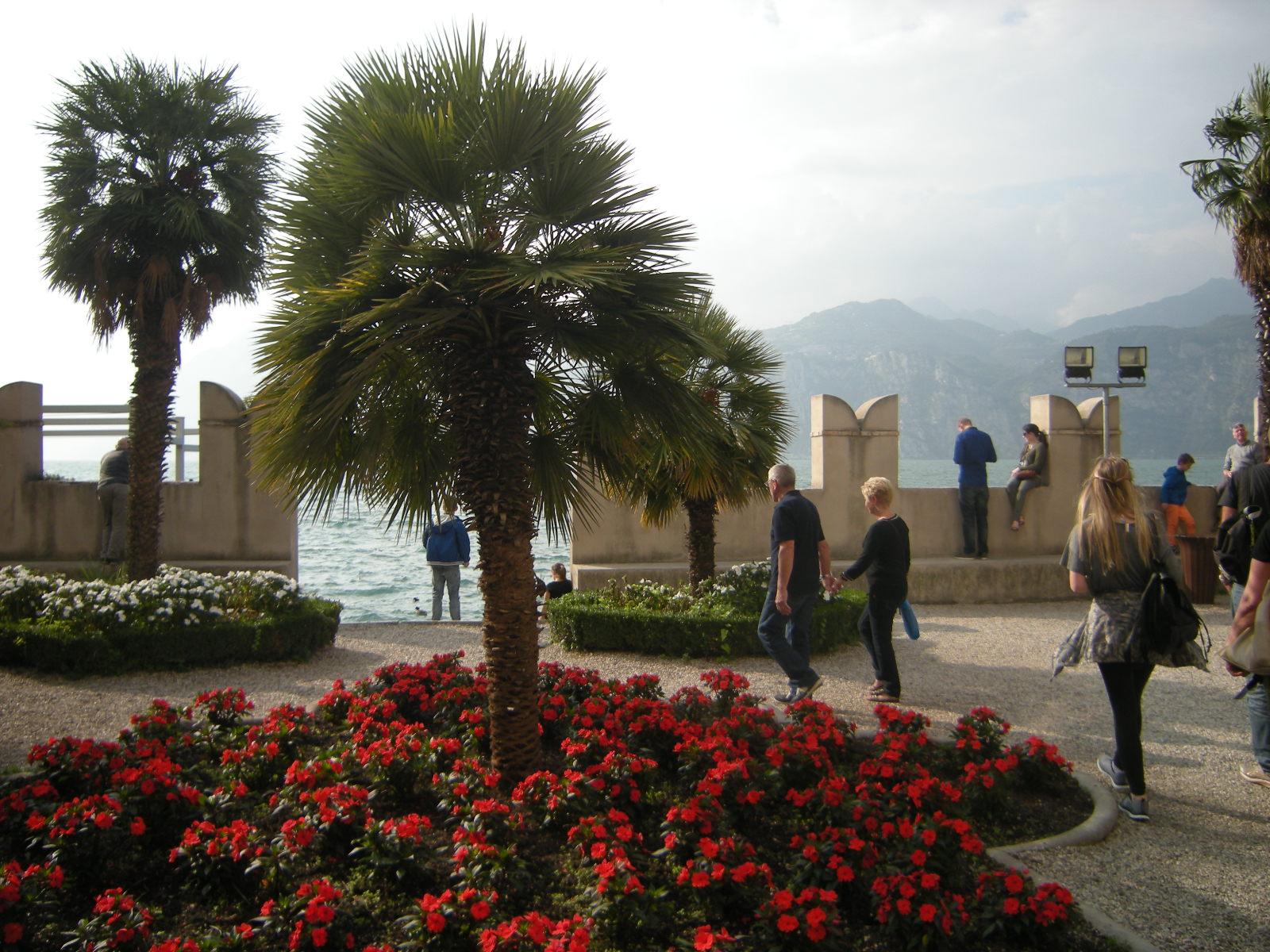
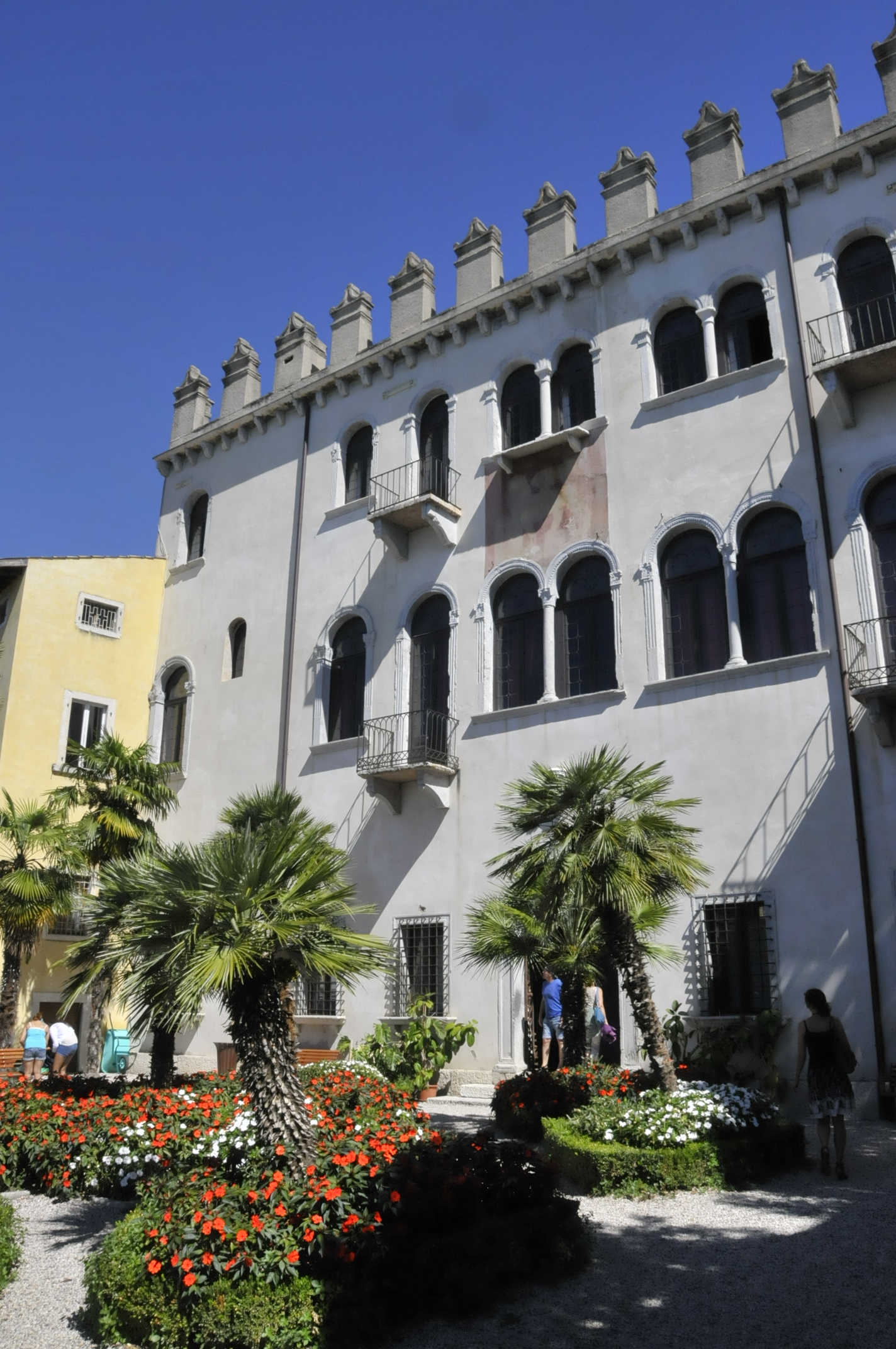